# بشير محمد سعيد
بشير محمد سعيد (1921 - 1995)، هو عميد الصحافيين السودانيين، ومؤسس صحيفة الأيام السودانية برفقة محجوب عثمان ومحجوب محمد صالح في العام 1953م.
وكان سعيد قد بدأ حياته المهنية مدرسا، ثم امتهن الصحافة في الأربعينيات من القرن العشرين، حيث عمل في صحيفة «سودان ستار» التي كانت تصدر باللغة الإنجليزية. وفي الستينيات عُين مستشارا إعلاميا في الأمم المتحدة، كما عمل مستشارا إعلاميا لرئيس المجلس العسكري الانتقالي الفريق عبد الرحمن سوار الذهب، وتولى رئاسة اتحاد الصحافيين السودانيين مرات عديدة، وله عدد من المرلفات المنشورة التي تتناول تاريخ السودان، وتاريخ الصحافة السودانية.

## من مؤلفاته
- من الحكم الثنائي إلى انتفاضة رجب (1986).
- السودان تحت الحكم الثنائي: من حادثة فشودة إلى فتح دارفور (1986).
- إدارة السودان في الحكم الثنائي/ يروي ذكرياته سير قويل بل (1988).
- خفايا وأسرار في السياسة السودانية 1952 - 1956 (1993).
- The sudan: crossroads of Africa

## وصلات خارجية
- سيرة طويلة للصحفي بشير محمد سعيد من موسوعة الأعلام السودانية